# Mbéré
Mbéré is een departement in Kameroen, gelegen in de regio Adamaoua. De hoofdstad van het departement heet Meiganga. De totale oppervlakte bedraagt 14 267 km². Er wonen 185 473 mensen in Mbéré.

## Arrondissementen
Mbéré is onderverdeeld in vier arrondissementen:
- Dir
- Djohong
- Meiganga
- Ngaoui